# Arthur Ingram (3e vicomte d'Irvine)
Arthur Ingram, 3e vicomte d'Irvine (25 janvier 1666 - 21 juin 1702) est un député anglais et pair. Il est vice-amiral du Yorkshire et député du Yorkshire et de Scarborough. Il est le père ou le grand-père de tous les vicomtes ultérieurs d'Irvine.

## Jeunesse
Le 3e vicomte Irvine est le plus jeune des deux fils d'Henry Ingram (1er vicomte d'Irvine), de Temple Newsam, et le frère cadet du 2e vicomte, Edward Ingram (c. 1662-1688). Edward hérite du titre à l'âge de 4 ans, à la mort de son père, et donc leur mère la vicomtesse Essex Ingram, née Montagu (fille d'Edward Montagu (2e comte de Manchester)), est l'exemple parental le plus important. Arthur vit un peu plus longtemps que son père et son frère, tous deux décédés à l'âge de 26 ans.

## Carrière
Arthur hérite des titres et des bénéfices de la succession de son frère en 1688.
De 1693 à 1701, il est député de Scarborough. De 1701 à 1702, il est député du Yorkshire. De 1692 à 1702, il est vice-amiral du Yorkshire et de 1699 à 1702, il est Lord Lieutenant du North Riding of Yorkshire.

## Vie privée
En octobre 1685, alors qu'il a 19 ans et elle 15 ans, Arthur épouse Isabella Machell (1670-1764) à Londres à St Benet Gracechurch, bien que cette église soit alors en cours de reconstruction (1681-1686). Isabella est la fille aînée d'Helena Warmestry  et de John Machell (1637-1704) de Hills Place, député de Horsham . Le mariage renforce les liens plus anciens de Machell avec la famille Rich, dont descend également la vicomtesse Essex Ingram, la mère d'Arthur. En 1691, la sœur d'Isabella, Caecilia Maria, épouse John Parsons à All Hallows-on-the-Wall, et ils ont une fille Helena. Arthur et Isabelle sont les parents de neuf fils, héritiers de la vicomté, nés entre 1686 et 1701, dont :
- Edward Machell Ingram, 4e vicomte d'Irvine (1686-1714)
- Rich Ingram (5e vicomte d'Irvine) (1688-1721)
- Arthur Ingram (6e vicomte d'Irvine) (1689-1736)
- Henry Ingram (7e vicomte d'Irvine) (1691-1761)
- John Ingram (1693-1715)
- George Ingram (8e vicomte d'Irvine) (1694-1763)
- Charles Ingram (1696-1748)
- Thomas Ingram (1698-1698), décédé en bas âge.
- Guillaume Ingram (1701-1756)

Le 3e vicomte fait son testament le 12 juin 1702, donnant la moitié de sa succession à Lady Isabella, et 2 000 £ chacun en fiducie pour ses plus jeunes fils, mais notant que si John Machell lègue sa succession au deuxième fils, Rich, sa part devrait être partagé entre les autres. Lady Isabella devait avoir leur tutelle et leur éducation. Il meurt le 21 juin 1702, et est enterré à Whitkirk le 8 juillet 1702. John Machell (qui séjourne souvent à Temple Newsam) meurt en 1704, entraînant la transmission de son domaine à Horsham dans le Sussex à ses petits-enfants, en commençant par le second, Rich Ingram (puisque l'aîné devait hériter de Temple Newsam). C'est (selon sa volonté) à condition que tout héritier change son nom en Machell, une condition qui n'a pas été respectée. Isabella survit à tous ses fils et est décédée en 1764 à l'âge de 94 ans .
Un portrait réputé être d'Arthur le 3e vicomte se trouve à Temple Newsam et il figure également dans une scène de chasse au paysage de Leonard Knyff. Un portrait d'Isabella (Machell), vicomtesse Irwin, par John Closterman, se trouve également au Temple Newsam.